# Cheng Li-chun
Pour les articles homonymes, voir Cheng.
Cheng Li-chun (chinois : 鄭麗君 ; pinyin : Zhèng Lìjūn) est une femme politique taïwanaise née le 19 juin 1969 à Taipei. Membre du Parti démocrate progressiste, elle est ministre de la Culture de mai 2016 à mai 2020.

## Biographie
Cheng Li-chun effectue une partie de ses études en France et est diplômée de l'École des hautes études en sciences sociales. Elle est cheffe de la commission de la jeunesse (équivalent à ministre de la Jeunesse) entre 2004 et 2008 sous la présidence de Chen Shui-bian et députée aux 8e et 9e Yuan législatifs (2012-2016 et 2016).